# Magahijština
Magahijština je indoevropský jazyk používaný v Indii. Počet mluvčích se odhaduje na 13 milionů. Předchůdce magahijštiny, magadhský prákrt, byl údajně jazykem Buddhy a také byl používán ve starověkém království Magadha, po němž získala magahijština jméno. Magahijština je blízce příbuzná s ostatními bihárskými jazyky, jako je bhódžpurština nebo angština. Společně patří bihárské jazyky do východní větve indoárijských jazyků.
Magahijština je především rozšířena v oblasti Magadha indického státu Bihár. Mimo to je jazyk používán v distriktu Malda ve státě Západní Bengálsko. Je zapisován písmem Dévanágarí, někdy se používá písmo Kaithi. Magahijština se může pyšnit velice bohatou a starodávnou tradicí v lidových písních a příbězích.

## Vzorový text

### Všeobecná deklarace lidských práv
| magahijsky  | सब लोग आजादे जन्म लेब हझ्र् तथा सब के बराबरे सम्मान और अधिकार हइ। हुनय्वो के पास समझ-बूझ और अंत:करण के आवाज होब हझ्र्। और हुनका दोसरो के साथ भाझ्र्चारा के व्यवहार करे पड़ हझ्र्।.                                                                                        |
| transkripce | Saba loga ājāde janma leba hajhar tathā ke barābare sammāre aura adhikāra hajha. Hunayvo ke pāsa samajha-būjha aura aṅtaḥkaraṇa ke āvāja koba hajhar. Aura hunakā desare ke sātha bhājharcā ke vyavahāra kare paḍḍha hajhar. |
| česky       | Všichni lidé se rodí svobodní a sobě rovní co do důstojnosti a práv. Jsou nadáni rozumem a svědomím a mají spolu jednat v duchu bratrství.                                                                                   |